# Sylvia Nicolas
Hortensia Margaretha Maria Sylvia Nicolas (Schoorl, 24 mei 1928) is een Nederlandse glazenier en beeldhouwer. Ze woont en werkt sinds 1968 in de Verenigde Staten.

## Leven en werk
Nicolas is een dochter van glazenier Josephus Antonius Hubertus Franciscus (Joep) Nicolas (1897-1972) en beeldhouwster Suzanna Melania Charlotta Maria (Suzanne) Nijs (1902-1985). Haar vader startte zijn carrière als kunstenaar in het Atelier F. Nicolas en Zonen, dat in 1855 werd opgericht door zijn opa Frans Nicolas. Vanaf 1939 woonde het gezin Nicolas-de Nijs in de Verenigde Staten, waar zij haar eerste opleiding ontving. Ze volgde privélessen bij Rufino Tamayo en Ossip Zadkine. Nicolas studeerde onder meer bij The Art Students League of New York en vanaf 1949 aan het Institut des hautes études cinématographiques en de Académie de la Grande Chaumière in Parijs. Ze wilde niet dezelfde richting op als haar ouders en was aanvankelijk actief als kostuum- en decorontwerpster in Parijs.
Toen haar vader in de jaren vijftig werkte aan glas-in-loodramen in Nederland, trok ze ook die kant op. Ze was destijds in verwachting van haar zoon Diego Semprun Nicolas. Ze werd door het werk geraakt en Joep leidde haar op in het glazeniersvak. Ze werkten vervolgens dertien jaar samen. De familie Nicolas had al vanaf de bouw in 1897 ramen voor de Sint-Pancratiuskerk in Tubbergen gemaakt. Sylvia Nicolas volgde in de jaren 70 in die traditie en werd daarmee de vierde generatie, met Diego in 1996-1997 als vijfde generatie. Overigens maakte haar moeder in 1962 een bronzen kruisweg voor de kerk.
In 1968 vestigde Sylvia Nicolas zich met haar gezin in Mont Vernon (New Hampshire). Naast beelden in brons en fiberglas en haar glas-in-loodramen, maakte ze ook mozaïeken, plafondschilderingen en gouaches. Haar werk is figuratief en de mens speelt een grote rol, Nicolas noemt zichzelf een verhalenverteller. Ze ontving een eredoctoraat van het St. Anselm College in Manchester (1991) en Providence College in Providence (2001).

## Werken (selectie)
- plafondschildering (1959?) voor de technische school in Helden
- mozaïeken (1963) voor het bisschoppelijk college, Roermond
- betonnen reliëfs voor het Dominicanenklooster Mariaweide in Venlo
- vier ramen in het transept (1973-1974), twee in het schip (1976) en drie in de Mariakapel (1996) van de Sint-Pancratiusbasiliek in Tubbergen
- The reading children (1996), twee bronzen beelden van lezende kinderen in Milton, New Hampshire
- bronzen beelden van Sint-Anselmus en Sint-Benedictus voor het Saint Anselm College in Manchester (New Hampshire)
- 24 ramen over het leven van Sint-Benedictus voor de St. Anselm Abbey in Manchester
- fiberglas beeld van Marcus de evangelist voor de Church of St. Mark the Evangelist in Londonderry (New Hampshire)
- crucifix, kruiswegstaties en 47 ramen voor de St. Dominic Chapel van het Providence College in Providence (Rhode Island)[6]
- bronzen beeld van Thomas van Aquino voor Sister of St. Cecilia in Providence
- tien ramen voor de Church of the Annunciation in Washington
- 23 ramen voor de Saints Philip and James Roman Catholic Church in New York
- fiberglas beeld van Maria als zetel der wijsheid voor St. Andrew’s Abbey in Whippany (New Jersey)
- bronzen beeld van Maria, moeder der kerk, voor Stonehill College in Easton (Massachusetts)

## Afbeeldingen

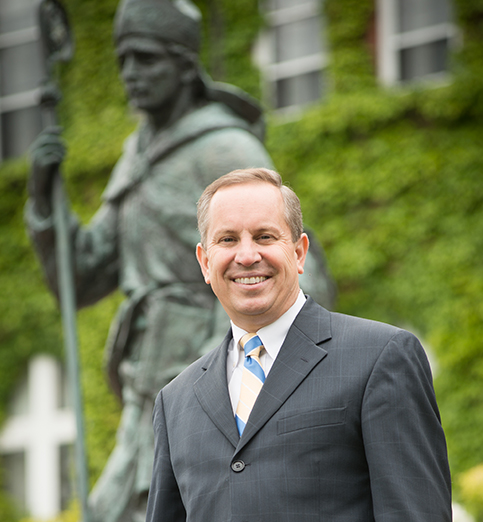
DiSalvo, voorzitter van het Saint-Anselm College, voor Nicolas' beeld van Sint-Anselmus
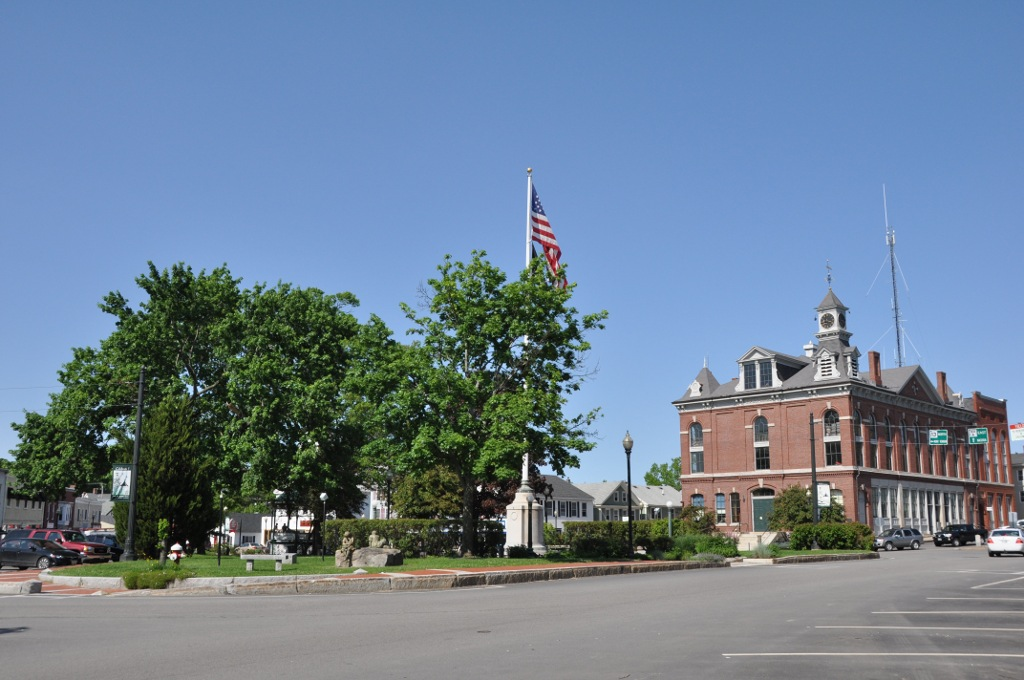
The reading children, Milton